# Vertebratus
Vertebratus är en specialform hos moln där molnen visar ett fiskskelettsliknande mönster med en ryggrad och utstickande ben på båda sidor om ryggraden. Specialformen förekommer endast hos huvudmolnslaget cirrus.